# Резервний фонд
Резервний фонд — один із видів бюджетних резервів, кошти якого призначені для забезпечення невідкладних витрат на заходи, які не могли бути передбачені при затвердженні бюджетів або викликані надзвичайними обставинами (наприклад, стихійним лихом).
Термін «Резервний фонд» багатозначний.

## У галузі пенсійного забезпечення
Резервний фонд — фонд грошових коштів, створений відповідно до цього Закону У К Р А Ї Н И «Про недержавне пенсійне забезпечення» (ст.1) м. Київ, 9 липня 2003 року N 1057-IV та законів України, що регулюють діяльність господарських товариств, адміністратором, компанією з управління активами з метою відшкодування можливих збитків учасників пенсійних фондів унаслідок неналежного виконання зобов'язань перед ними або порушення законодавства відповідними суб'єктами недержавного пенсійного забезпечення.

## У галузі кооперації
Резервний фонд — фонд, що формується за рахунок відрахувань від доходу кооперативу та інших не заборонених законодавством надходжень, використовується для покриття шкоди від надзвичайних ситуацій.
Резервний фонд створюється за рахунок відрахувань від доходу кооперативу, перерозподілу неподільного фонду, пожертвувань, безповоротної фінансової допомоги та за рахунок інших не заборонених законом надходжень для покриття можливих втрат (збитків).
З А К О Н У К Р А Ї Н И Про кооперацію (ст.ст.2,20) м. Київ, 10 липня 2003 року N 1087-IV

## У бібліотечній справі
Резервний фонд — організований в складі обмінного фонду фонд, що використовується для заміни в основному фонді бібліотеки втрачених або зношених документів.
(МІНІСТЕРСТВО КУЛЬТУРИ І ТУРИЗМУ УКРАЇНИ Н А К А З Про затвердження методичних рекомендацій з бухгалтерського обліку бібліотечних фондів (Методичні рекомендації, п.3) 27.03.2008 N 321/0/16/-08)